# Sentinelle, alerte !
Pour plus de détails, voir Fiche technique et Distribution.
Sentinelle, alerte ! (¡Centinela, alerta!) est un film musical dramatique espagnol réalisé par Jean Grémillon et Luis Buñuel et sorti en 1937.
Il s'agit d'une adaptation de La alegria del batallon, une opérette créée par Carlos Arniches en 1909.

## Synopsis
La jeune Candelas est séduite par le riche jeune madrilène Arturo, qui la met enceinte puis l'abandonne. La jeune fille rencontre Tiburcio Canales et Angelillo, deux soldats en manœuvre qui décident de l'aider en organisant un récital de chanson dont Angelillo est la vedette. Cinq ans plus tard, la notoriété a permis à Angelillo d'ouvrir un établissement où travaillent Candelas et Tiburcio. Mais Arturo, qui vient de sortir de prison, tente à nouveau de séduire Candelas.

## Fiche technique
- Titre original espagnol : ¡Centinela, alerta![1]
- Titre français : Sentinelle, alerte ! ou Cœur de soldat[2]
- Réalisateur : Jean Grémillon, Luis Buñuel
- Scénario : Luis Buñuel, Eduardo Ugarte d'après l'opérette La alegria del batallon de Carlos Arniches
- Photographie : José María Beltrán Ausejo (es)
- Montage : Jean Grémillon
- Musique : Daniel Montorio (de), Fernando Remacha
- Décors : Mariano Espinosa
- Production : Luis Buñuel  Ricardo Urgoiti
- Société de production : Filmofono
- Pays de production :  Espagne
- Langue originale : espagnol
- Format : Noir et blanc - 1,37:1 - Son mono - 35 mm
- Durée : 78 minutes
- Genre : Film musical dramatique
- Dates de sortie :
  - Espagne : 12 juillet 1937
  - France : 7 juin 1940 (Perpignan, Nord) ; 14 mars 1941 (Marseille)

## Distribution
- Ana María Custodio : Candelas
- Angelillo : Ángel
- Luis Heredia : Tiburcio
- Pablo Hidalgo
- José Luis Sáenz de Heredia
- José María Linares-Rivas (es) : Arturo
- Emilio Portes : le docteur
- Mapy Cortés : Novia del marino
- Josita Hernán (es)
- Pablo Álvarez Rubio
- Mario Pacheco : El niño
- Raúl Cancio : Lieutenant
- Mari-Tere Pacheco : La niña
- José María Posadas : Guitarrista flamenco

## Exploitation
La première du film a lieu le 12 juillet 1937 à Madrid.
Au XXIe siècle, il est restauré par le Centro Buñuel Calanda avec le soutien de l'Instituto de la Cinematografía y de las Artes Audiovisuales (es), en utilisant des matériaux de la Filmoteca Española et de la Cinémathèque de Saragosse. En 2022, il est projeté au Festival de Cine Europeo de Sevilla (es).